# Коссют (Вісконсин)
Коссют (англ. Kossuth) — місто (англ. town) в США, в окрузі Манітовок штату Вісконсин. Населення — 1969 осіб (2020).

## Демографія
Згідно з переписом 2010 року, у місті мешкало 2090 осіб у 827 домогосподарствах у складі 634 родин. Було 899 помешкань
Расовий склад населення:
| - 97,7 % — білих - 0,8 % — азіатів - 0,2 % — корінних американців |

До двох чи більше рас належало 0,8 %. Частка іспаномовних становила 0,8 % від усіх жителів.
За віковим діапазоном населення розподілялося таким чином: 20,0 % — особи молодші 18 років, 66,6 % — особи у віці 18—64 років, 13,4 % — особи у віці 65 років та старші. Медіана віку мешканця становила 45,6 року. На 100 осіб жіночої статі у місті припадало 113,3 чоловіків;  на 100 жінок у віці від 18 років та старших — 116,7 чоловіків також старших 18 років.
Середній дохід на одне домашнє господарство  становив 79 930 доларів США (медіана — 75 321), а середній дохід на одну сім'ю — 88 841 долар (медіана — 81 019). Медіана доходів становила 52 400 доларів для чоловіків та 38 438 доларів для жінок. За межею бідності перебувало 2,1 % осіб, у тому числі 3,3 % дітей у віці до 18 років та 0,0 % осіб у віці 65 років та старших.
Цивільне працевлаштоване населення становило 1112 осіб. Основні галузі зайнятості: виробництво — 21,9 %, освіта, охорона здоров'я та соціальна допомога — 18,5 %, будівництво — 9,8 %, роздрібна торгівля — 8,4 %.